# Anaclileia vallis
Anaclileia vallis är en tvåvingeart som beskrevs av Coher 1995. Anaclileia vallis ingår i släktet Anaclileia och familjen svampmyggor. Inga underarter finns listade i Catalogue of Life.